# BMW E85
BMW E85 (eller BMW Z4) är en sportbil, tillverkad av den tyska biltillverkaren BMW mellan 2002 och 2008.
Den lanserades 2002 som cabriolet (E85) och ersatte därvid den äldre och mindre BMW Z3. År 2006 lanserades coupéversionen (E86) tillsammans med M-versionerna som bär namnet Z4 M.
Bilen är huvudsakligen ämnad för den amerikanska marknaden och tillverkas således endast i BMW:s fabrik i Spartanburg, South Carolina. Bland motorprogrammet finner man raka sexor på mellan 2,5 och 3,2 liter och effektuttag på 130-252 kW. För den europeiska marknaden finns även en rak fyra på 110 kW.

## Motor
| Modell   | Årsmodell | Motor                    | Cylindervolym | Effekt | Bränslesystem      |
| -------- | --------- | ------------------------ | ------------- | ------ | ------------------ |
| Z4 2.5i  | 2003-05   | M54: 6-cyl radmotor DOHC | 2497 cm³      | 192 hk | Bränsleinsprutning |
| Z4 3.0i  | 2003-05   | M54: 6-cyl radmotor DOHC | 2979 cm³      | 231 hk | Bränsleinsprutning |
| Z4 2.0i  | 2005-08   | N46: 4-cyl radmotor DOHC | 1995 cm³      | 150 hk | Bränsleinsprutning |
| Z4 2.2i  | 2006-07   | M54: 6-cyl radmotor DOHC | 2171 cm³      | 170 hk | Bränsleinsprutning |
| Z4 2.5i  | 2006-08   | N52: 6-cyl radmotor DOHC | 2497 cm³      | 177 hk | Bränsleinsprutning |
| Z4 2.5si | 2006-08   | N52: 6-cyl radmotor DOHC | 2497 cm³      | 218 hk | Bränsleinsprutning |
| Z4 3.0si | 2006-08   | N52: 6-cyl radmotor DOHC | 2996 cm³      | 265 hk | Bränsleinsprutning |
| Z4 M     | 2006-08   | S54: 6-cyl radmotor DOHC | 3246 cm³      | 343 hk | Bränsleinsprutning |